# Thallarcha oblita
Thallarcha oblita är en fjärilsart som beskrevs av Felder 1875. Thallarcha oblita ingår i släktet Thallarcha och familjen björnspinnare. Inga underarter finns listade i Catalogue of Life.